# 东仙人桥
东仙人桥，位于中国广东省河源市和平县长塘镇，为和平县的一个县级文物保护单位，类型为古建筑，公布时间为1986年9月。
东仙人桥的历史年代为清乾隆年間。